# العلاقات الغابونية الكورية الشمالية
العلاقات الغابونية الكورية الشمالية هي العلاقات الثنائية التي تجمع بين الغابون وكوريا الشمالية.

## مقارنة بين البلدين
هذه مقارنة عامة ومرجعية للدولتين:
| وجه المقارنة                                              | الغابون                        | كوريا الشمالية                        |
| --------------------------------------------------------- | ------------------------------ | ------------------------------------- |
| المساحة (كم2)                                             | 267.67 ألف                     | 120.54 ألف                            |
| عدد السكان (نسمة)                                         | 2.03 مليون                     | 25.49 مليون                           |
| الكثافة السكانية (ن./كم²)                                 | 7.58                           | 211.47                                |
| العاصمة                                                   | ليبرفيل                        | بيونغيانغ                             |
| اللغة الرسمية                                             | لغة فرنسية                     | لغة كوريا الشمالية القياسية ‏          |
| العملة                                                    | فرنك وسط أفريقي                | وون كوري شمالي                        |
| الناتج المحلي الإجمالي (بليون دولار)                      | 14.62 مليار                    |                                       |
| الناتج المحلي الإجمالي (تعادل القوة الشرائية) بليون دولار | 34.65 مليار                    |                                       |
| الناتج المحلي الإجمالي الاسمي للفرد دولار أمريكي          | 8.27 ألف                       |                                       |
| الناتج المحلي الإجمالي للفرد دولار أمريكي                 | 19.43 ألف                      |                                       |
| مؤشر التنمية البشرية                                      | 0.684                          |                                       |
| رمز المكالمات الدولي                                      | +241                           | +850                                  |
| رمز الإنترنت                                              | .ga                            | .kp                                   |
| المنطقة الزمنية                                           | ت ع م+01:00، توقيت غرب أفريقيا | ت ع م+08:30، ت ع م+08:30، ت ع م+09:00 |

## منظمات دولية مشتركة
يشترك البلدان في عضوية مجموعة من المنظمات الدولية، منها:
| علم المنظمة | اسم المنظمة              | تاريخ انضمام الغابون | تاريخ انضمام كوريا الشمالية |
| ----------- | ------------------------ | -------------------- | --------------------------- |
|             | يونسكو                   | 16 نوفمبر 1960       | 18 أكتوبر 1974              |
|             | الاتحاد البريدي العالمي  | ?                    | ?                           |
|             | الأمم المتحدة            | 20 سبتمبر 1960       | 17 سبتمبر 1991              |
|             | الاتحاد الدولي للاتصالات | 28 ديسمبر 1960       | ?                           |

## وصلات خارجية
- موقع وزارة الخارجية الكورية الشمالية